# Список умерших в 1429 году

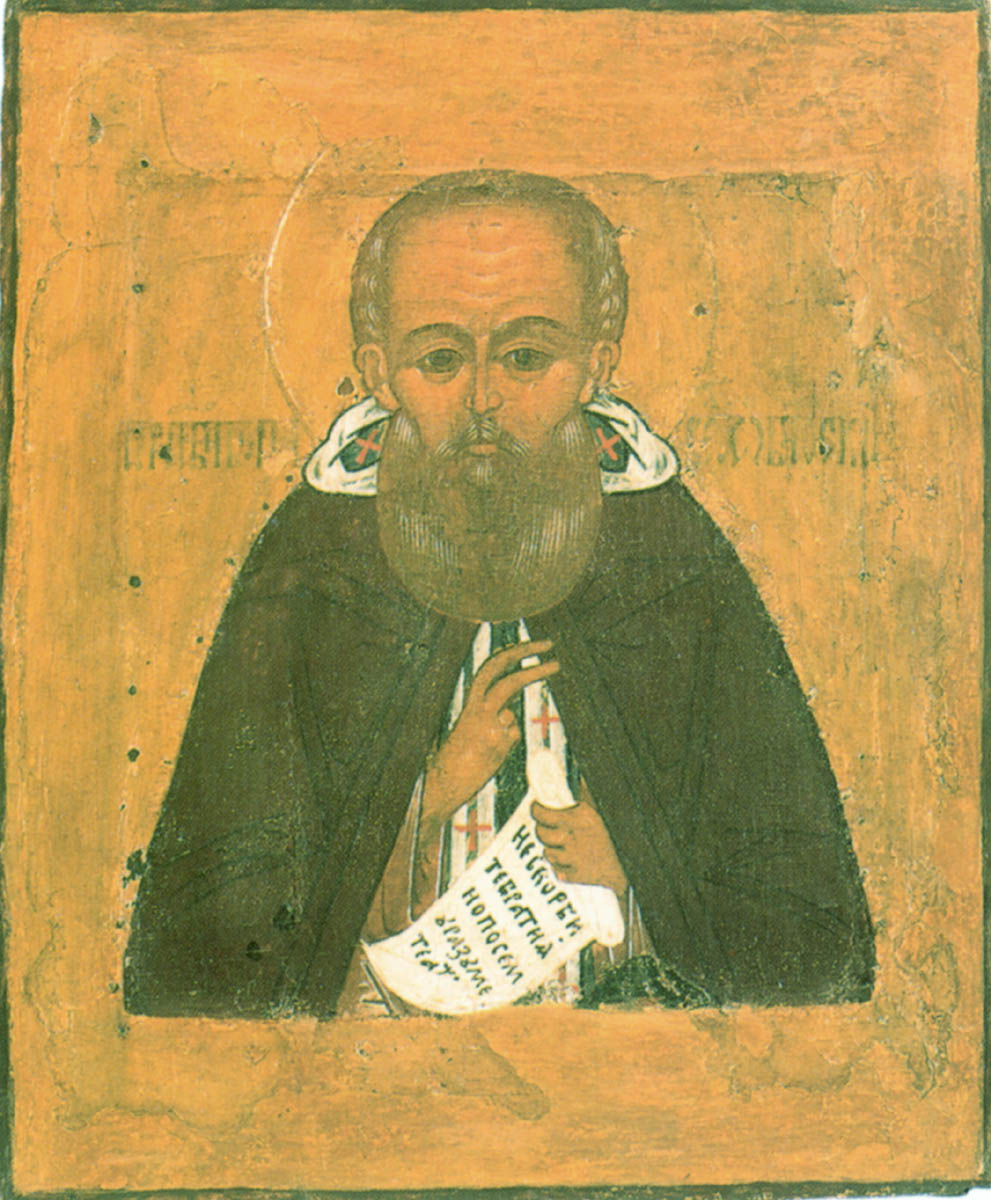
Павел Обнорский

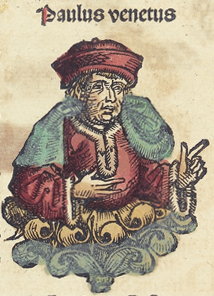
Паоло Венето

Аль-Каши

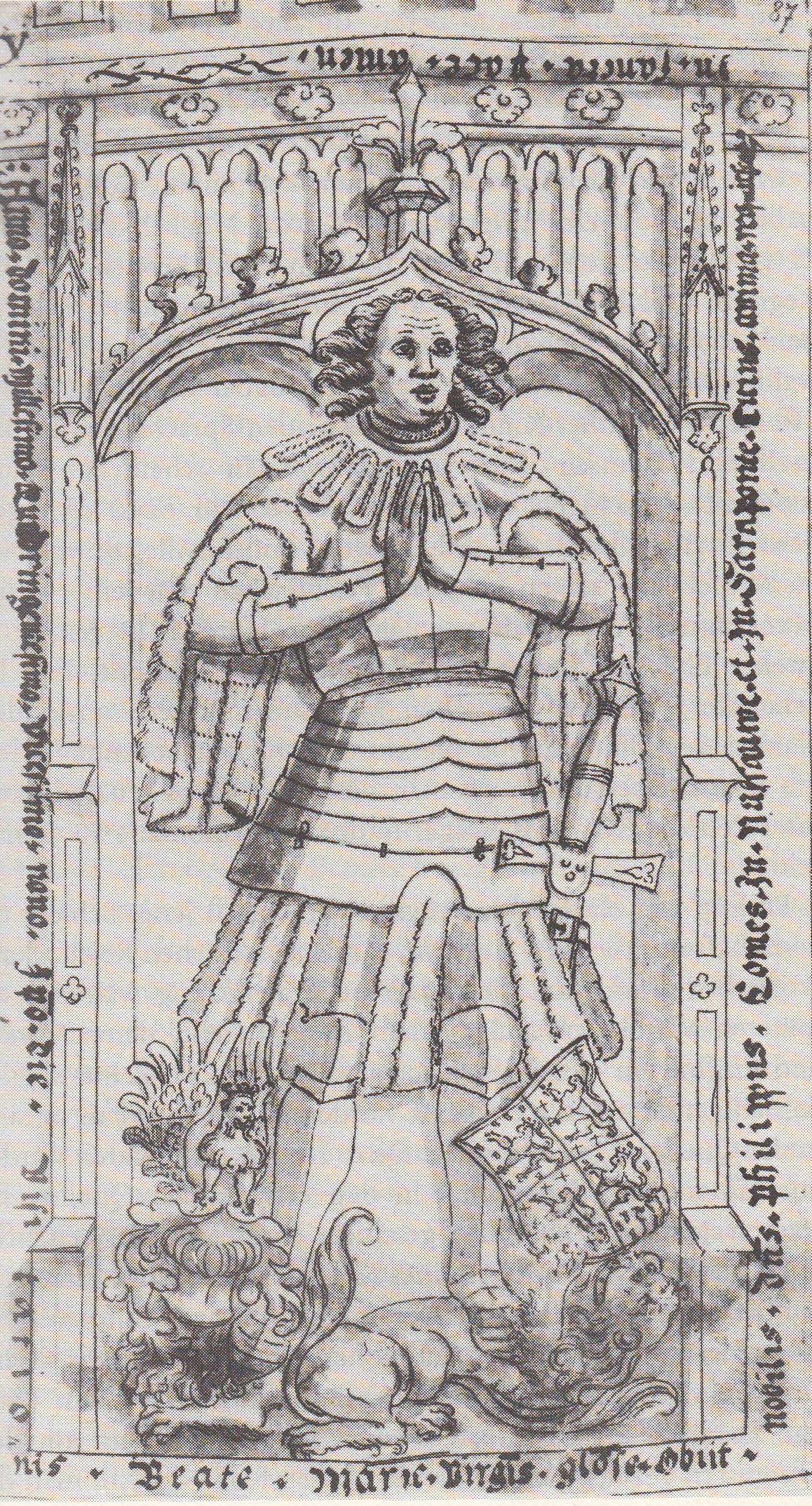
Филипп I Нассау-Саарбрюккенский

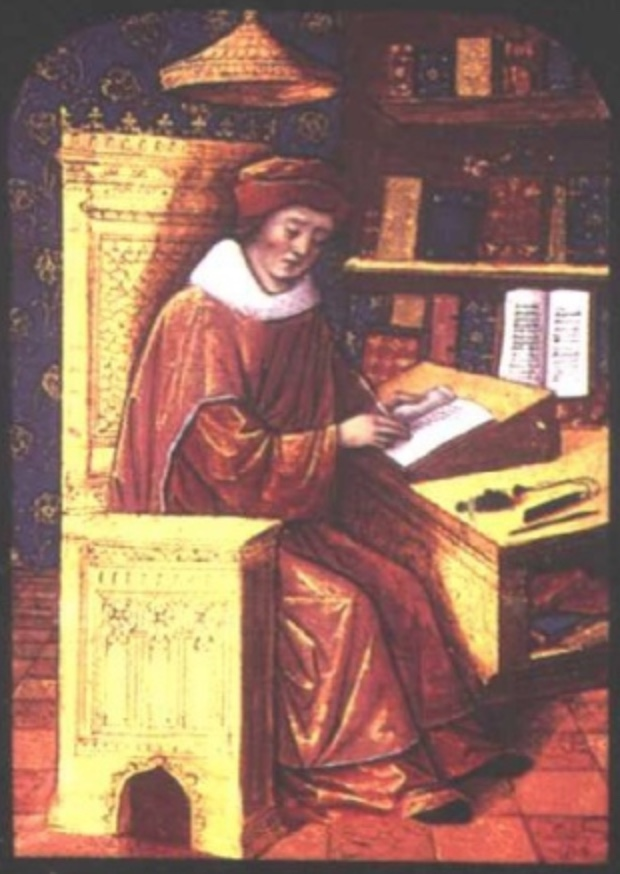
Жан Жерсон

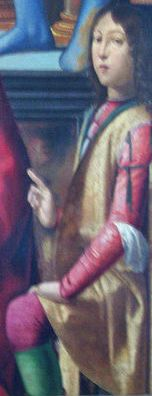
Карло I Малатеста

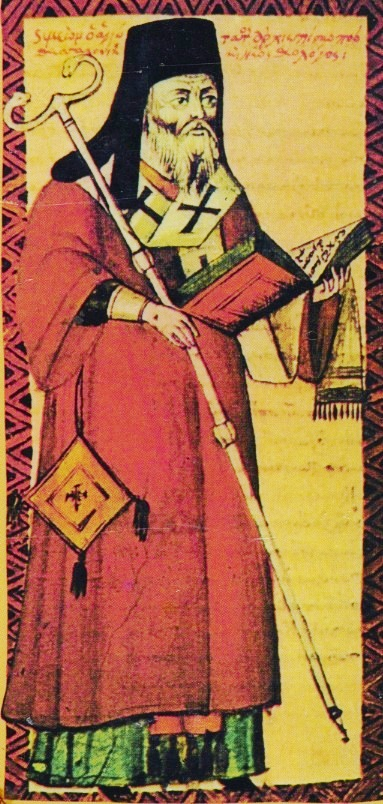
Симеон Солунский

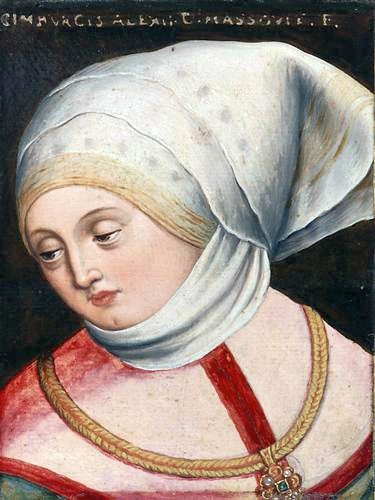
Кимбурга Мазовецкая

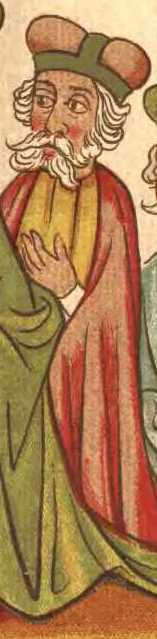
Януш Мазовецкий

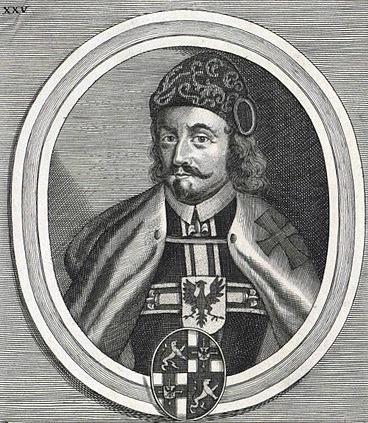
Генрих фон Плауэн

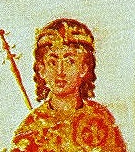
Андроник Палеолог

В этой статье представлен список известных людей, умерших в 1429 году.
См. также: Категория:Умершие в 1429 году

## Январь
- 10 января — Павел Обнорский — ученик Сергия Радонежского, основатель Павло-Обнорского монастыря. Почитается Русской православной церковью в лике преподобных.
- 25 января  — Хиско Абдена — восточнофризский хофтлинг (вождь).

## Февраль
- 12 февраля — Джон Стюарт из Дарнли — шотландский барон, граф д’Эврё (1427—1429), сеньор де Конкрессо (1421) и д’Обиньи (1424), констебль шотландских войск во Франции во время Столетней войны; погиб в битве селёдок.
- 20 февраля — Медичи, Джованни ди Биччи — итальянский банкир, основатель политического могущества рода Медичи.

## Март
- 1 марта — Жан III Намюрский — последний самостоятельный маркграф Намюра (с 1418)

## Апрель
- 26 апреля — Алексей IV Великий Комнин — Трапезундский император (1417—1429); убит в междоусобной борьбе.

## Май
- 8 мая — Молейнс, Уильям — английский рыцарь и крупный землевладелец, погиб во Франции в боях за Орлеан
- Гласдейл, Уильям — последний английский командующий крепости Турнель при осаде Орлеана; утонул в луаре свалившись со стены крепости.

## Июнь
- 10 июня — Пойнингс, Ричард — английский аристократ и рыцарь
- 15 июня — Паоло Венето — католический философ, богослов, логик Ордена Святого Августина.
- 22 июня — Аль-Каши — персидский математик и астроном, сотрудник Улугбека, один из руководителей Самаркандской обсерватории.

## Июль
- 2 июля — Филипп I Нассау-Саарбрюккенский — граф Нассау-Вейльбурга (с 1371) и Нассау-Саарбрюккена (с 1381).
- 4 июля — Карло I Токко — граф Кефалинии и Закинфа (с 1376) , правитель Янины (осколок Эпира) (с 1411), деспот Эпира (1416—1429)
- 12 июля — Жерсон, Жан — французский теолог, доктор теологии (с 1392), канцлер Парижского университета (с 1395), реформатор системы образования.
- 25 июля — Маргарита де Прадес — королева-консорт Арагона, Валенсии, Мальорки, Сицилии, Сардинии и Корсики, графиня-консорт Барселоны, Руссильона, Сердани и Ампурьяса; титулярная герцогиня-консорт Афинская и Неопатрийская (1409—1410), вторая жена короля Мартина I Гуманного.
- 26 июля — Ален VIII де Роган — французский государственный деятель, губернатор Бретани (1420—1429), виконт де Роган (с 1396), граф де Пороэт и сеньор де Блен (с 1407) (по правам жены).

## Август
- 15 августа — 'Чандарлы Ибрагим-паша — великий визирь Османской империи при султане Мураде II (1421—1429)
- 9 августа — Иаков из Стршибра — чешский богослов и проповедник, друг и последователь Яна Гуса.

## Сентябрь
- 13 сентября — Малатеста, Карло I  — итальянский кондотьер, сеньор Римини, Фано, Чезены и Пезаро  (с 1385).
- 15 сентября — Симеон Солунский — архиепископ Солунский (Фессалоникийский) (1416—1429), православный писатель,  святой православной церкви в лике святителей
- 28 сентября — Кимбурга Мазовецкая — дочь Земовита IV, герцога Мазовецкого, герцогиня-консорт Австрийская (1412—1424), жена герцога Эрнста Железного
- Гомес I Суарес де Фигероа — кастильский дворянин, 1-й Сеньор де Ферия (1394—1429)

## Ноябрь
- 1 ноября — Евфимий (Брадатый) — епископ Русской церкви, архиепископ Новгородский и Псковский (1424—1429).
- Маддалена Токко — первая жена деспота Мореи Константина XI Палеолога, позже ставшего последним императором Византии.

## Декабрь
- 8 декабря — Януш Мазовецкий —  князь варшавский (1373/1374 — 1429,  князь подлясский (1391—1429)
- 19 декабря — Малатеста, Малатеста IV (Малатеста сонетов)— итальянский кондотьер, сеньор Пезаро, Фоссомброне, Градары, Джези и Нарни, покровитель искусств, автор нескольких поэм.
- 28 декабря — Генрих фон Плауэн — 27-й Великий магистр Тевтонского ордена (1410—1414)

## Дата неизвестна или требует уточнения
- Альфонсо Энрикес де Кастилия — кастильский дворянин, 2-й адмирал Кастилии (1405—1429), первый сеньор де Медина-де-Риосеко (1421—1429), основатель рода Энрикесов
- Андроник Палеолог — последний византийский деспот Фессалоник (1408—1423); продал город Венеции.
- Бочек III из Подебрад — чешско-моравский дворянин и сторонник гуситов.
- Джеймс Мор Стюарт — шотландский дворянин из дома Стюарт, повстанческий лидер против короля Якова I.
- Жак II де Бурбон-Прео — сеньор де Прео, д’Аржи, барон де Тюри (1422—1429), убит.
- Хунди Фатима-хатун — дочь османского султана Баязида I и жена сеида Эмира Султана, шейха Шемседдина[англ.]